# Michel Briand
Pour les articles homonymes, voir Briand.
Michel Briand, né le 23 février 1956 à Bagnols-sur-Cèze (Gard), est un joueur de pétanque français.

## Biographie
Il est gaucher et se positionne en tireur

## Clubs
- ?-? : Pétanque Atomique Bagnols-sur-Cèze (Gard)
- ?-? : Pétanque Angloise Les Angles (Gard)
- ?-? : La Boule Dorée Joyeuse Saint-André-de-Sangonis (Hérault)
- ?-? : Orange Boule Atomique (Vaucluse)
- ?-2019 : TBAG Carpentras (Vaucluse)
- 2020- : Orange Boule Atomique (Vaucluse)

## Palmarès[1],[2],[3]

### Séniors

#### Championnats du Monde
Champion du monde
- Triplette 1998 (avec Didier Choupay, Christian Fazzino et Philippe Quintais) :  Équipe de France

Finaliste
- Triplette 1993 (avec David Le Dantec et Michel Loy) :  Équipe de France 2
- Triplette 1997 (avec Pascal Milei et Zvonko Radnic) :  Équipe de France 2

Troisième
- Triplette 1994 (avec Christian Fazzino et Jean-Marc Foyot) :  Équipe de France 2
- Triplette 1996 (avec Michel Schatz et Jean-Marc Foyot) :  Équipe de France 2

#### Jeux mondiaux
Troisième
- Triplette 1997 (avec Zvonko Radnic et Michel Loy) :  Équipe de France

#### Championnats de France
Champion de France
- Tête-à-tête 1993 : Pétanque Atomique Bagnols-sur-Cèze
- Tête-à-tête 1996 : Pétanque Atomique Bagnols-sur-Cèze

#### Millau

##### Mondial de Millau (1993-2002)
Vainqueur
- Doublette 2000 (avec Michel Maurin)

#### Autres titres

##### Trophée PétanqueCanal+
Vainqueur
- Triplette 1999 (avec Didier Choupay et Michel Loy)